# Little Mitton
Little Mitton – civil parish w Anglii, w Lancashire, w dystrykcie Ribble Valley. W 2001 civil parish liczyła 42 mieszkańców.